# Hugo Fischer (Technologe)
Hugo Friedrich Robert Fischer (* 26. Mai 1846 in Dresden; † 23. Februar 1938 ebenda) war ein deutscher Technologe, Maschinenbauingenieur sowie Hochschullehrer.

## Leben
Hugo Fischer widmete sich nach abgelegtem Abitur einem Maschinenbaustudium am Polytechnikum Dresden, das er mit der Promotion zum Dr.-Ing. abschloss. Nach einer Tätigkeit in der Privatwirtschaft trat Fischer 1874 eine Assistenzstelle für Mechanische Technologie und Theoretische Maschinenlehre am Polytechnikum Dresden an. Im gleichen Jahr wurde ihm die Stelle des Sekretärs der königlich sächsischen technischen Deputation übertragen. Fischer, der dort später zum stellvertretenden Direktor aufstieg, schied 1905 aus seinem Amt aus.
Hugo Fischer habilitierte sich 1877 als Privatdozent für Mechanische Technologie am Polytechnikum Dresden, dort erfolgte 1879 seine Beförderung zum außerordentlichen, 1890 zum ordentlichen Professor für Maschinenlehre und Mechanische Technologie. 1891 wurde Fischer die Leitung der Sammlung von Vorlagen für technisches Zeichnen anvertraut, im Studienjahr 1895/96 führte er den Vorstand der Mechanisch-technischen Abteilung der mittlerweile in Technische Hochschule Dresden umbenannten Universität, 1913 wurde er emeritiert. Der zum Geheimen Hofrat ernannte Hugo Fischer verstarb am  23. Februar 1938 drei Monate vor Vollendung seines 92. Lebensjahres in Dresden. Er war Mitglied des Vereins Deutscher Ingenieure (VDI) und des Dresdener Bezirksvereins des VDI.

## Schriften
- Technologische Studien im Sächsischen Erzgebirge, W. Engelmann, 1878
- Untersuchungen über die Zugfestigkeit und Zugelastik von Metalldrähten, 1884
- Ueber Mosaikarbeiten, Felix, 1887
- Geschichte, Eigenschaften und Fabrikat des Linoleums, In: Deutsche Bauzeitung, Band 23, 1888
- Einführung und Entwicklung der Dampfschiffahrt auf der Elbe im Königreich Sachsen, 1890
- Tapetendruckmaschine, In: Der Civilingenieur, Band 42, 1896
- Die ersten Versuche zur Einführung der Bobbinnetfabrikation im Königreich Sachsen, Springer, 1912
- Der Bickfordsche Sicherheitszünder und die Errichtung der ersten Sicherheitszünderfabrik in Deutschland, In: Technik Geschichte, Band 11, Verein Deutscher Ingenieure., 1920
- Technologie des Scheidens, Mischens und Zerkleinerns, O. Spamer, 1920
- Allgemeine Maschinenlehre, O. Spamer, 1923